# Ballamavati, Madikeri
Ballamavati là một làng thuộc tehsil Madikeri, huyện Kodagu, bang Karnataka, Ấn Độ.